# 隐缘立灯藓
隐缘立灯藓（学名：Orthomnion loheri）为提灯藓科立灯藓属下的一个种。